# サンダース・ロー
サンダース・ロー株式会社（Saunders-Roe Limited）は、かつて存在したイギリスの航空及びマリンエンジニアリング会社で、本社はワイト島のイースト・カウズ（East Cowes）にあった。

## 歴史

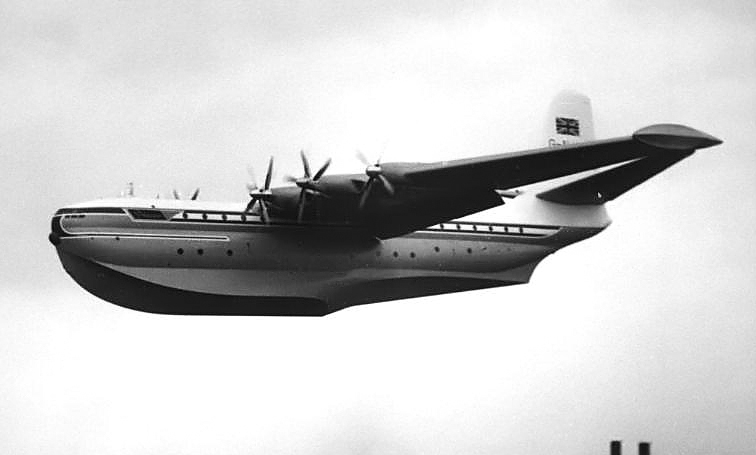
1953年9月、ファーンボロー国際航空ショーにおけるサンダース・ロー プリンセス

サンダース・ローの社名はアリオット・ヴァードン・ロー（アブロ参照のこと）とジョン・ロード（John Lord）が、船舶メーカーであるS.E. Saundersの株式を取得した1929年に始まる。1926年から1929年までは製品にはサンダースの名称が使われていた（Saunders Medina等）。サム・サンダースは船舶や航空機に使用される素材であるConsuta（4層のマホガニーの間に防水用キャラコを挟みこみ、銅線で結んだもの）の開発者であった。
サンダース・ローは Saro と省略されることが多いが、飛行艇の製造に集中した会社である。しかしながら、同じイギリスの飛行艇メーカーとして一時隆盛であったショート・ブラザーズとは異なり、自社開発機種で特筆に値するほどの大量生産が行われた事例はなく、ロンドンが31機製造されたのが最大である。むしろ、他社製の機体の部分的請負生産が主たる業務となっていた。
ブラックバーン社向けの胴体の製造も行っていた。第二次世界大戦中は、スーパーマリン ウォーラス飛行艇とスーパーマリン シーオッター飛行艇の生産を請け負った。アングルシー島ビューマリス（Beaumaris）の工場では、イギリス空軍のカタリナ飛行艇の改良と整備を行っていた。
1931年1月号のフライト・マガジン（Flight Magazine）は、ホワイトホール・セキュリティ社が、サンダース・ローの株の大部分を取得したと報じた。ホワイトホール・セキュリティは既にスパルタン・エアクラフト社（Spartan Aircraft Ltd）の大株主であったため、スパルタン・エアクラフトは実質的にサンダース・ローに吸収されることとなった。
1938年、サンダース・ローは組織改編を実施した。造船所と船舶製造からなるマリーン部門は、100%子会社ののサンダース造船所となった。合板部門は新会社のサロ合板製作所に移管された。航空機部門に変化はなかった。
1952年8月22日、長距離旅客飛行艇であるサンダース・ロー プリンセスの初飛行が行われた。しかしながら、すでに飛行艇の時代は過ぎ去っており、追加で2機が製造されたものの、この2機は飛ぶことはなかった。それ以降、飛行艇は製造されなかった。ショート社の飛行艇の改良だけが1955年まで続けられた。

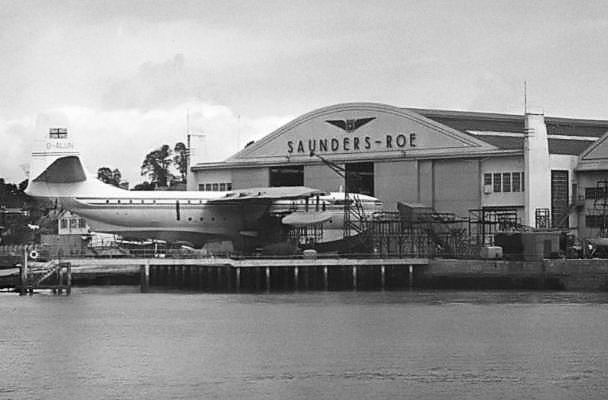
プリンセスとイースト・カウズの工場、1954年9月

サンダース・ローが最後に製造した固定翼機は、複合動力要撃機の実験機であるサンダース・ロー SR.53であった。
1951年、サンダース・ローはシエルバ・オートジャイロ社の株を取得し、サンダース・ロー スキーター ヘリコプターを開発した。
1959年、国立研究開発社（NRDC）からの要請で、クリストファー・コッカレルの設計による最初の実用的ホバークラフトであるサンダース・ロー SR.N1を開発した。同年、サンダース・ローのヘリコプターとホバークラフト部門の株式はウエストランド・エアクラフトに移管され、スキーターはウェストランド スカウトとウェストランド ワスプともに、ウェストランドで生産された。 1964年、ブリティッシュ・ホバークラフト設立のため、ウェストランドのホバークラフト事業は、ヴィッカースと合併した。ブリティッシュ・ホバークラフトは、1970年にウェストランドの100%子会社に戻り、1985年にはウェストランド・エアロスペースと社名が変更された。その後ホバークラフトの製造は年々減少したが、1990年代中盤にAP1-88が開発された。
サンダース・ローはブリテン・ノーマン社の下請けも行っており、デ・ハビランド・カナダ DHC-8、ロッキード C-130 ハーキュリーズ、ハンドレページ ジェットストリームのエンジンナセル、マクドネル・ダグラス MD-11の部品製造を行っていた。1990年中盤まで、世界中のターボプロップエンジンナセルの60%が、サンダーズ・ローのイースト・カウズ工場で製造されていた。

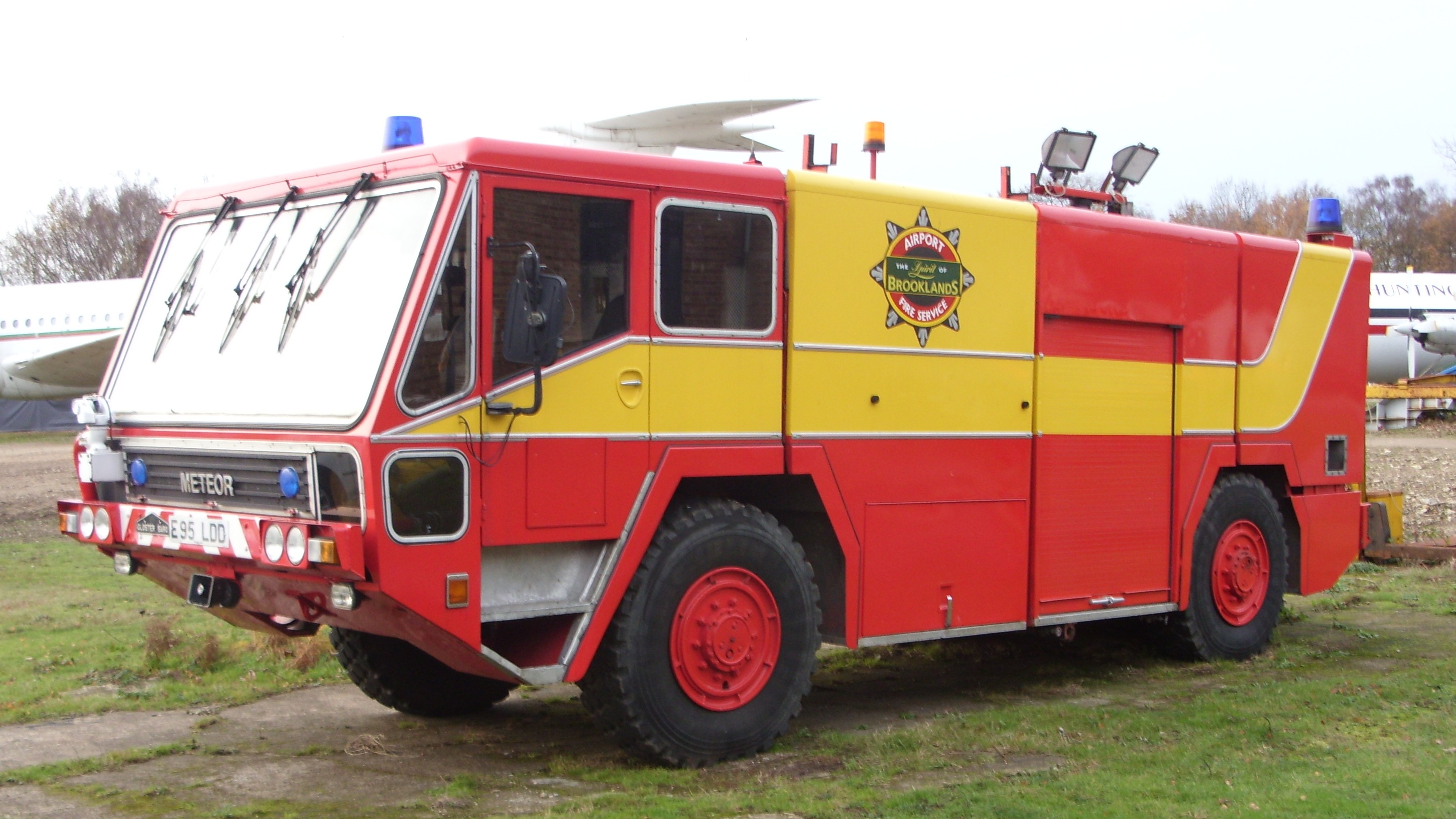
グロスター・サロ ミーティア化学消防車

1960年代後半から1970年代前半に、ホーカー・シドレーが所有していたサンダース・ローのフォリー工場は、グロスターとの合弁により、グロスター・サロとなった。両者のアルミ泡技術を利用して、化学消防車を製造した。1984年、グロスター・サロはChubbグループの消防車事業を買収し、1987年にはサイモン・エンジニアリングと合併し、サイモン・グロスター・サロが設立された。
1994年、ウェストランドはGKNに買収され、GKNはアグスタウェストランド設立のためにウェストランドの株を売却した。アグスタウェストランドはイースト・カウズ工場を維持し、航空機部品との設計と製造を行っている。

## 設計・製造した航空機など

### 飛行艇
- Saunders Kittiwake(1機のみ)
- Saunders A.3 Valkyrie(1機のみ)
- Saunders A.4 Medina (1機のみ)
- Saunders A.14(1機のみ)
- Saunders/Saro A.7 Severn(1機のみ)
- A.17 Cutty Sark(12機製造)
- A.19 Cloud/A.29 Cloud Monospar(22機製造)
- A.21 Windhover(2機製造)
- サンダース・ロー A.27 ロンドン(31機製造)
- A.33
- サンダース・ロー ラーウィック
- サンダース・ロー A.37 シュリンプ
- サンダース・ロー SR.A/1
- サンダース・ロー SR.45 プリンセス
- Jet Princess（机上プランのみ）
- Duchess （机上プランのみ）
- Saunders-Roe P.192 Queen - コンセプトのみ。P&Oのためのジェットエンジン24基を搭載する全幅313フィートの巨大飛行艇で、乗客1000人を予定した。[3]

### 陸上機
- Saunders T.1
- A.22 シーグレーブ・ミーティア - 設計はヘンリー・シーグレーブ
- Saunders/Saro A.10 "Multigun" - 1928
- Saro-Percival Mailplane - 1931
- A.24M (Spartan Cruiser) - 1932
- サンダース・ロー SR.53 - 複合動力（ロケットエンジン及びターボジェット）要撃機
- サンダース・ロー SR.177 - Sr.53の拡大強化版 （完成前に計画中止）

### ヘリコプター
- サンダース・ロー スキーター
- ヒラー・ロー・ローターサイクル
- P.531, Scout, Wasp

### ホバークラフト
- サンダース・ロー SR.N1 - 最初の近代的ホバークラフト
- サンダース・ロー SR.N2 - 商業化された最初のモデル
- ブリティッシュ・ホバークラフト SR.N3 - 最初の軍用モデル
- SR.N4 - 大型の4プロペラフェリー
- SR.N5 - ベトナムで使用されたパトロールホバークラフト
- SR.N6 - N5の船体延長版、36人乗り

### ロケット
ロイヤル・エアクラフト・エスタブリッシュメントとの共同開発
- ブラックナイト
- ブラック・アロー

## 参考資料
- Peter London, Saunders and Saro Aircraft Since 1917, Putnam (Conway Maritime Press), London, 1988
- The Cockleshell Canoes, Quentin Rees, ISBN 9781848680654 Amberley Press, 2008, reprinted 2nd edition 2009
- The Cockleshell Heroes -The Final Witness,ISBN 9781848688612  Amberley Press, December 2010